# بهكين بالا (غوغر)
بهكین بالا (بالفارسية: بهکین بالا) هي قرية تقع في إيران في قسم غوغر الريفي.